# Corydalis mucronata
Corydalis mucronata är en vallmoväxtart som beskrevs av Adrien René Franchet. Corydalis mucronata ingår i släktet nunneörter, och familjen vallmoväxter. Inga underarter finns listade i Catalogue of Life.